# Жешарт
Же́шарт (комі Зӧвсьӧрт) - село міського типу в Усть-Вимському районі республіки Комі Росії. Адміністративний центр міського поселення «Жешарт».

## Географія
Селище розташоване на правому березі річки Вичегда (басейн Північної Двіни), в 80 км на північний захід від Сиктивкара.
Залізничне сполучення з селищем здійснюється за допомогою станції Межог, розташованої на лінії Котлас- Микунь. Через населений пункт проходить автомобільна дорога Яренск-Сиктивкар.

## Населення
Населення - 6876 чол. (2024 р.)

## Пам'ятки
У селищі Жешарт поставлено 2 пам'ятники, присвячених німецько-радянській війні, а також пам'ятник Юрію Гагаріну[джерело?]. Проте, найбільшою пам'яткою селища є природа, навколишня нього. Ліс багатий грибами і ягодами, річка Вичегда рясніє рибою. У селищі зведено три храми: на честь пророка Іллі, пророка Іоанна Хрестителя і храм на честь великомученика Георгія Побідоносця з каплицею